# Valeriu Kurtu

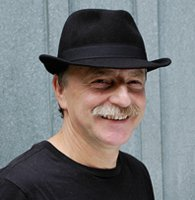
Der Karikaturist Valeriu Kurtu (2016)

Valeriu Kurtu (* 1956 im Ungheni, Moldauische SSR, Sowjetunion) ist ein moldauischer Karikaturist. Zusammen mit seiner Frau Julia Kurtu lebt er in Deutschland in Berlin.

## Leben
Der Künstler Valeriu Kurtu besuchte die Kunstfachschule in Kischinev und studierte anschließend an der Hochschule für Kinematographie (WGIK) im Fachbereich Trickfilm in Moskau, Russland und machte dort 1982 seinen Abschluss. 1986 wurde er Mitglied der FECO (Federation of Cartoonists Organisations). Er beendete 1987 den zweijährigen Kurs für Regie und Drehbuch in Moskau.
Als Autor und Regisseur drehte er sieben Animationsfilme. Zur gleichen Zeit publizierte er Karikaturen in bedeutenden Magazinen und Karikaturzeitschriften wie Krokodil (Russland), Eulenspiegel (Deutschland), Ursika (Rumänien) und in seinem Heimatland Moldawien in der Zeitschrift Ciparusch.
Im Jahr 1990 trat er dem Kunstverband der UdSSR und Moldawien bei und wurde 1994 Mitglied des Journalistenverbands von Moldawien.
1994 zog er mit seiner Familie nach Berlin. Von 2003 bis 2016 führte er mit seiner Frau Julia Kurtu, die ebenfalls Künstlerin ist, seine eigene Galerie KurtuKunst im Ku’damm Karree. Es folgten zahlreiche Publikationen für Ausstellungen, in Zeitungen und Magazinen (Partner, Gartenfreund, Stiftung Warentest, Europa-Express, Kontakt, Ost-Express). Für United Buddy Bears entwarf und gestaltete er Motive für die Berliner Buddy Bären. Er hat mehr als 100 Preise, Medaillen und Auszeichnungen bei Karikaturwettbewerben weltweit erhalten.
Seit 2010 veranstaltet und leitet er den „Internationalen Karikaturwettbewerb Berlin“.

## Preise und Auszeichnungen
| Jahr | Stadt & Land                      | Preis          |
| ---- | --------------------------------- | -------------- |
| 1991 | Kostinesht, Rumänien              | 1. Preis       |
| 1992 | Olen, Belgien                     | Großer Preis   |
| 1992 | Skopje, Mazedonien                | Goldener Preis |
| 1992 | Edinburgh, Vereinigtes Königreich | Großer Preis   |
| 1993 | Sao Paulo, Brasilien              | 1. Preis       |
| 1995 | Bordighera, Italien               | Goldener Preis |
| 1998 | Langnau, Schweiz                  | 1. Preis       |
| 1998 | Sao Paulo, Brasilien              | 1. Preis       |
| 2001 | Porto, Portugal                   | 1. Preis       |
| 2003 | Taipeh, Republik China (Taiwan)   | 1. Preis       |
| 2004 | Istanbul, Türkei                  | 1. Preis       |
| 2004 | Ankara, Türkei                    | 1. Preis       |
| 2007 | Strumica, Mazedonien              | 1. Preis       |
| 2007 | Buenos Aires, Argentinien         | Großer Preis   |
| 2007 | Shanghai, Volksrepublik China     | Goldener Preis |
| 2009 | Vianden, Luxemburg                | 1. Preis       |
| 2009 | Lisbon, Portugal                  | 1. Preis       |
| 2010 | Budapest, Ungarn                  | 1. Preis       |
| 2010 | Marostica, Italien                | 1. Preis       |
| 2011 | Vale De Aburra, Kolumbien         | Großer Preis   |

## Einzelausstellungen (Auswahl)
- Chișinău und Ungheni, Moldau
- Moskau, Russland
- New York City, USA
- Berlin und Dessau-Roßlau, Eisenhüttenstadt, Leipzig (Deutschland)
- Ankara (Türkei)
- Bukarest, Petrosani (Rumänien)
- Luxemburg, Vianden (Luxemburg)
- 2016: „Auf gute Nachbarschaft“ - Einzelausstellung im Cartoonmuseum Brandenburg Luckau[1]

## Öffentliche Ankäufe und Sammlungen
- Tretjakow-Galerie, Moskau (Russland)
- Stadtmuseum Chișinău (Moldau)
- Cartoonmuseum Basel (Schweiz)
- Cartoonmuseum Vianden (Luxemburg)
- University of Kioto (Japan)
- Ethnologisches Museum Ungheni (Moldau)

## Jury-Beteiligung bei Karikaturenwettbewerben
- Trient, Ankona, Marostica (Italien)
- Teheran (Iran)
- Istanbul, Bursa (Türkei)
- Baku (Aserbaidschan)
- Wasyliwka, Oblast Cherson (Ukraine)
- Filderstadt (Deutschland)
- Zielona Góra (Polen)
- Gabrovo (Bulgarien)

## Bibliografie
- World Tour - United Buddy Bears (1. Auflage Berlin 2006) (ISBN 3-85820-189-8)
- Auf gute Nachbarschaft - Cartoons von Valeriu Kurtu KurtuKunst (Berlin 2014)[2]